# Операция «Скрепка»

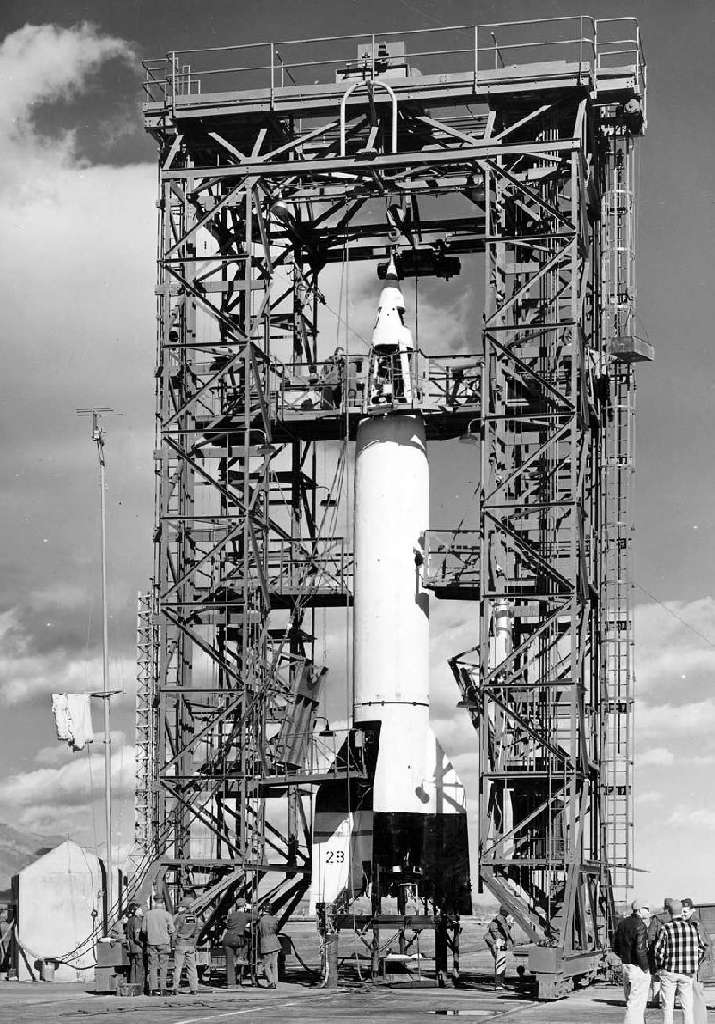
Стартовый комплекс с ракетой V-2 на полигоне White Sands.

Операция «Скрепка» (англ. Operation Paperclip) — секретная операция (программа) Управления стратегических служб США по выявлению и переселению учёных из нацистской Германии для работы в Соединённых Штатах Америки после Второй мировой войны (1939—1945).
Операция проводилась Объединённым агентством по целям разведки (англ. Joint Intelligence Objectives Agency, JIOA) и в условиях разгоравшейся советско-американской холодной войны (1945—1991), одной из целей операции было воспрепятствование передаче германскими учёными технологических знаний и передовых разработок Советскому Союзу и Великобритании.
Хотя вербовка германских учёных JIOA началась сразу после окончания войны в Европе, американский президент Гарри Трумэн издал формальный приказ о начале операции «Скрепка» только в сентябре 1946 года. В приказе Трумэна особо подчёркивалось, что исключена вербовка тех, кто «был членом нацистской партии и был более чем формальным участником её деятельности или активно поддерживал нацистский милитаризм». Согласно указанным ограничениям, большинство намеченных JIOA учёных должны были быть признаны негодными для вербовки, среди них ракетостроители Вернер фон Браун, Артур Рудольф и физик Губертус Штругхольд, каждый из которых был ранее классифицирован как «угроза безопасности силам союзников».
Чтобы обойти приказ президента Трумэна, а также Потсдамское и Ялтинское соглашения, JIOA фальсифицировало профессиональные и политические биографии для целого ряда немецких учёных и специалистов, знания и опыт которых требовались для США. JIOA также изъяло из личных дел учёных указания на членство в нацистской партии и вовлечённость в действия гитлеровского режима. «Отбелив» от нацизма, правительство США признало учёных благонадёжными для работы в США. Кодовое название проекта «Скрепка» появилось от скрепок, использованных для того, чтобы прикрепить новые политические личности «американских правительственных учёных» к их личным документам в JIOA.

## Список Озенберга

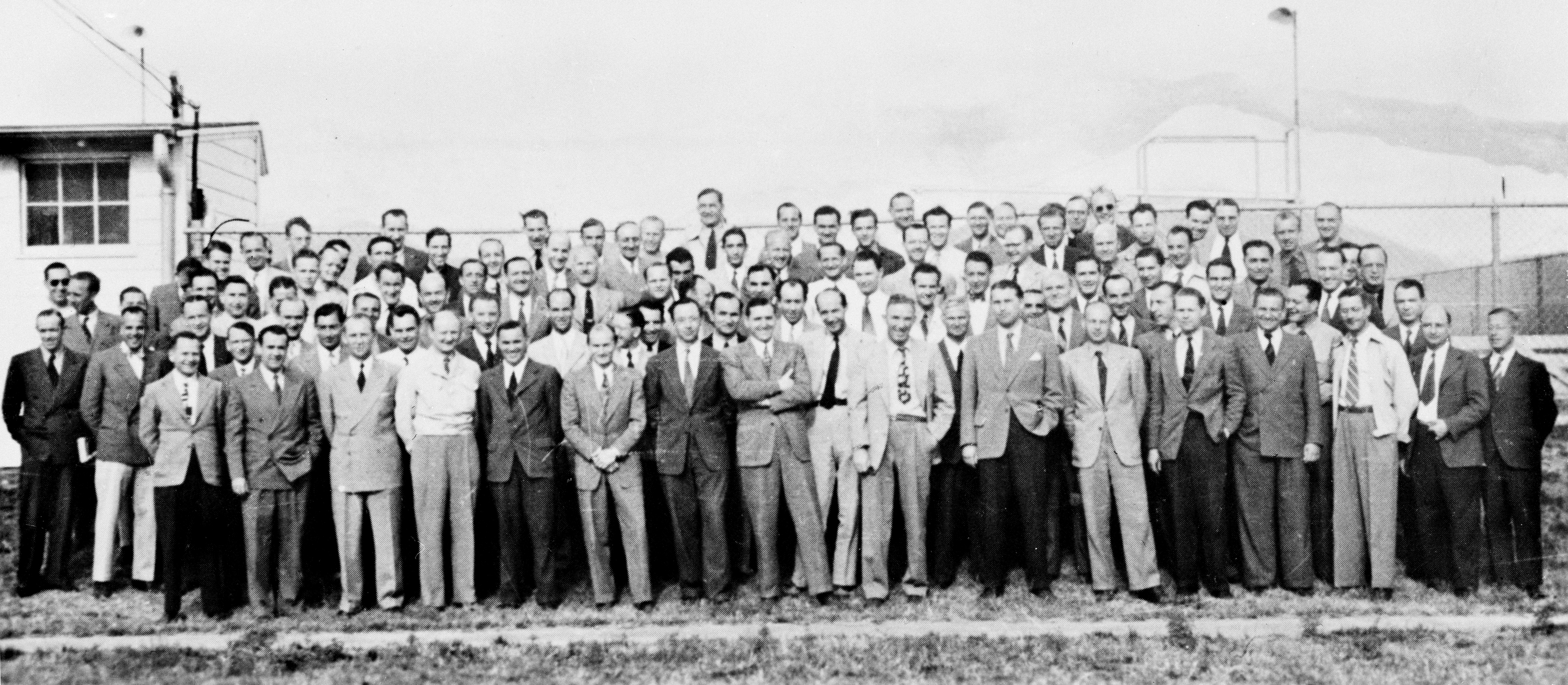
Группа из 104 ракетостроителей в Форт Блисс, Техас; 35 из них работало в White Sands Proving Grounds, Нью-Мексико.

В начале 1943 года германское правительство начало отзыв из войск многих учёных, инженеров и техников; они возвращались к исследовательской работе и ведению разработок по усилению германской обороноспособности в условиях затяжной войны с СССР. Отзыв с линии фронта включал в себя 4000 ракетчиков, возвращённых в Пенемюнде, на северо-восточном побережье Германии:
В одну ночь доктора наук были освобождены от трудовой повинности, магистры отозваны с работ по уборке, математики вытащены из пекарен и точные механики перестали быть водителями грузовиков.
Дитер K. Хуцель, «От Пенемюнде до мыса Канаверал»
В ходе привлечения интеллектуалов для научной работы нацистское правительство запрашивало в первую очередь местонахождение и идентификацию учёных, инженеров и техников, а затем оценивало их политическую и идеологическую пригодность. Вернер Озенберг, инженер-учёный, возглавлявший «Ассоциацию оборонительных исследований» (нем. Wehrforschungsgemeinschaft), записал имена политически благонадёжных в список Озенберга, что стало основанием для восстановления их в научной работе.
В марте 1945 года в университете Бонна лаборант-поляк нашёл затолканные в унитаз страницы списка Озенберга; список попал в руки MI6, которая передала его американской разведке. Американский майор Роберт Б. Стейвер, шеф секции реактивного оружия отдела исследований и разведки Артиллерийского корпуса Армии США, использовал список Озенберга для составления своего списка германских учёных, которые должны были быть задержаны и допрошены; Вернер фон Браун, главный ракетчик нацистов, возглавлял список майора Стейвера.

## Идентификация
Операция «Оверкаст» (англ. Operation Overcast).

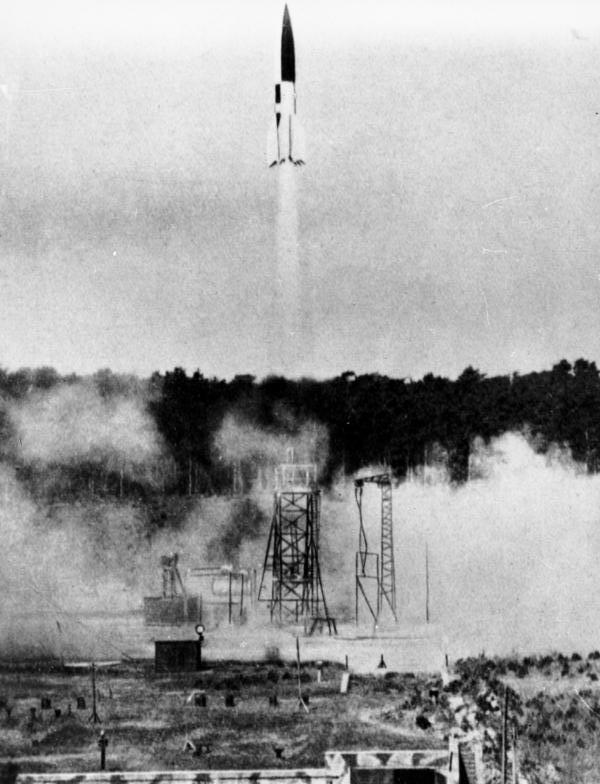
Старт ракеты Фау-2, Пенемюнде, на северо-восточном балтийском побережье Германии (1943)

Начальным намерением майора Стейвера было только допросить учёных, однако то, что он узнал, изменило цели операции. 22 мая 1945 года он отправил телеграмму в Пентагон полковнику Джоэлу Холмсу с настоянием эвакуировать германских учёных и их семьи, так как они крайне «важны для успеха в Тихоокеанской войне». Большинство инженеров из списка Озенберга работало на балтийском побережье в исследовательском центре германской армии Пенемюнде, разрабатывая ракеты Фау-2; после захвата союзники сначала поселили их вместе с семьями в Ландсхуте, в южной Баварии. Один из ранних документов с принципами и процедурами программы датируют 6 июля.
19 июля 1945 года американский Объединённый комитет начальников штабов (JCS) в рамках программы под названием операция «Оверкаст» получил право распоряжаться судьбами немецких инженеров-ракетчиков. В марте 1946 года в целях повышения секретности программа была переименована в операцию «Скрепка» (англ. Operation Paperclip). Несмотря на усилия по засекречиванию, спустя год пресса взяла интервью у некоторых из учёных.
В ходе операции «Алсос» разведка союзников описывала физика-ядерщика Вернера Гейзенберга, главу немецкой ядерной программы накануне Второй мировой войны, как « … более ценного для нас, чем десять дивизий немцев». Наряду с ракетчиками и ядерщиками союзники искали химиков, физиков и разработчиков морского оружия.
Тем временем технический директор ракетного центра германской армии Вернер фон Браун содержался в США в секретной тюрьме P.O. Box 1142 в Форт-Ханте, Вирджиния. Так как о существовании этой тюрьмы не был поставлен в известность Международный Красный Крест, её функционирование было нарушением со стороны США Женевских Конвенций. Хотя допрашивающие фон Брауна давили на него, его не пытали.

## Захват и заключение

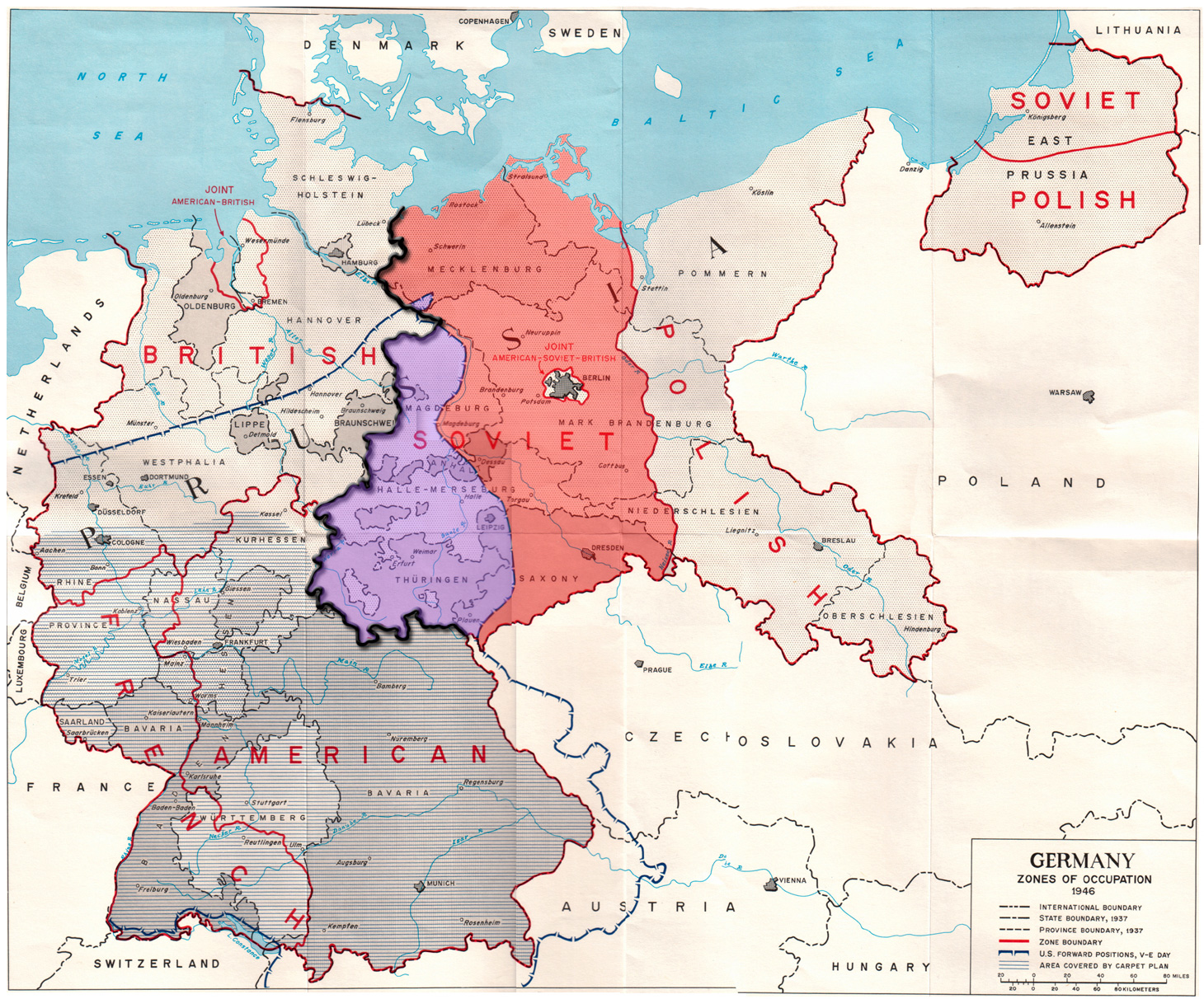
Зоны оккупации в послевоенной Германии, советская зона выделена красным, а область, из которой были отведены в июле 1945 года британские и американские войска — фиолетовым, внутригерманская граница показана жирной чёрной линией. Границы областей показаны в соответствии с территориальным делением Веймарской республики, до современного федерального деления на земли.

Ранее в США был создан Соединённый подкомитет по целям разведки (англ. Combined Intelligence Objectives Subcommittee, CIOS). Эта организация обеспечивала информацией о целях T-Force, в число которых входили технологии научных, военных и промышленных объектов (в том числе их персонал). Приоритетными были передовые технологии, такие как инфракрасные, которые могли быть использованы в войне с Японией; нахождение технологий, годных в войне с Японией; и наконец остановка исследований. Проект по остановке исследований носил кодовое название «проект Тихая гавань» (англ. «Project Safehaven») и не был изначально направлен против Советского Союза; скорее считалось, что германские учёные могут эмигрировать и продолжить свои исследования в таких странах, как Испания, Аргентина и Египет, которые симпатизировали нацистской Германии.
Большая часть усилий американцев была сосредоточена на Саксонии и Тюрингии, которые должны были с 1 июля 1945 года войти в советскую зону оккупации. Многие из германских исследовательских центров вместе с персоналом были эвакуированы в эти земли, в частности из района Берлина. Опасаясь, что передача под советский контроль может ограничить для американцев возможность использования германского научного и технического опыта и не желая, чтобы Советский Союз получил выгоду от этого опыта, США предприняли «операцию по эвакуации» научного персонала из Саксонии и Тюрингии посредством таких приказов:

По приказу военного правительства вы обязаны вместе с семьёй и багажом, настолько большим, сколько вы в состоянии нести, явиться завтра в 13:00 (пятница, 22 июня 1945) на городскую площадь в Биттерфельд. Вам не нужно брать зимнюю одежду. Нужно взять лёгкие вещи, документы, драгоценности и тому подобное. Вас отвезут на автомобиле на ближайшую железнодорожную станцию. Оттуда вы отправитесь в путешествие на Запад. Пожалуйста, сообщите доставившему это письмо, сколько человек в Вашей семье.
В 1947 году эта операция эвакуации охватила около 1800 техников и учёных, а также 3700 членов их семей. Эти люди, имевшие специальные знания или умения, были заключены в центры допросов (одним из них был центр с кодовым названием «Мусорный ящик» (англ. DUSTBIN),
расположенный сначала в Париже, а затем переведённый в замок Крансберг вблизи Франкфурта), где их держали в заключении и допрашивали, в некоторых случаях месяцами.
Некоторые учёные были набраны для операции «Оверкаст», а большинство были переправлены в деревни, где они не имели ни исследовательского оборудования, ни работы; их снабдили стипендией и обязали дважды в неделю являться в полицейский участок, чтобы они не могли уехать. Директива Объединённого Командования об исследованиях и обучении устанавливала, что техники и учёные будут освобождены «только после того, как все заинтересованные службы удовлетворены полученной от них разведывательной информацией».
5 ноября 1947 года Управление военного правительства Соединённых Штатов (OMGUS), имевшее юрисдикцию над западной частью оккупированной Германии, провело конференцию, рассмотревшую вопросы о статусе эвакуированных, об их денежных требованиях, предъявленных Соединённым Штатам, и о «возможных нарушениях Соединёнными Штатами законов ведения войны и правил оккупации». Директор разведки OMGUS Р. Л. Уэлш инициировал программу по переселению эвакуированных в страны Третьего мира, названную немцами «программой джунглей» (нем. «Urwald-Programm») генерала Уэлша, однако эта программа не была воплощена в жизнь. В 1948 году эвакуированные получили подъёмные для переселения на сумму 69,5 миллиона рейхсмарок из США, которые вскоре существенно подешевели вследствие валютной реформы, в ходе которой в обращение была введена немецкая марка как официальная валюта Западной Германии.
Джон Гимбел заключает, что США заморозили лучшие умы Германии на три года, чем затруднили для Германии послевоенное восстановление.

## Учёные

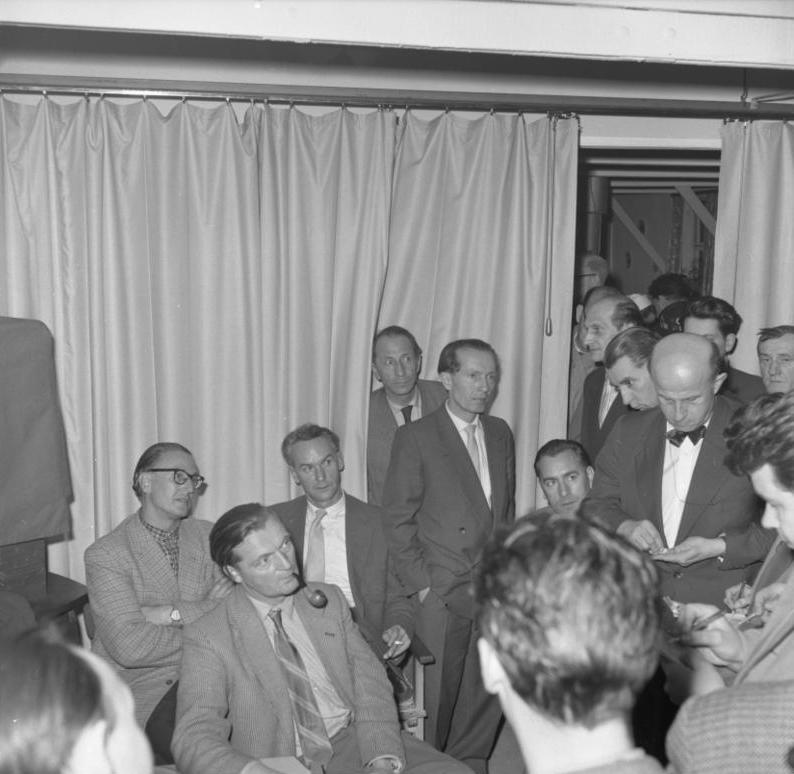
Германские учёные, репатриированные из Сухуми в феврале 1958 года (см. Использование принудительного труда немецкого гражданского населения в СССР)

В мае 1945 года американский военный флот получил в своё распоряжение доктора Герберта Вагнера, изобретателя ракеты Henschel Hs 293; два года он сначала работал в Центре Специальных Устройств (англ. Special Devices Center) в замке Гаулд и в Хемпстед Хаус, Лонг Айленд, Нью-Йорк; в 1947 году его перевели на базу военно-морской авиации Пойнт Мугу.
В августе 1945 года полковник Холгер Тофтой, глава ракетного отделения отдела исследования и разработки Артиллерийского корпуса Армии США, предложил сначала одногодичные контракты ракетостроителям; 127 из них приняло предложение. В сентябре 1945 года первая группа из семи учёных ракетчиков прибыла в Форт Стронг (Бостонская бухта): Вернер фон Браун, Эрих В. Нойберт, Теодор А. Поппель, Аугуст Шульце, Эберхард Реес, Вильгельм Юнгерт и Вальтер Швидецки.
В конце 1945 года три группы ракетчиков прибыли в США для работы в Форт Блисс, Техас и на полигоне Уайт-Сэндс, Нью-Мексико, как «специальные сотрудники военного департамента».:27
В 1946 году Бюро шахт Соединённых Штатов трудоустроило семерых германских учёных в области разработки синтетического топлива на химическом заводе Fischer-Tropsch в городе Луизиана в штате Миссури.
В начале 1950 года право на легальное проживание в США для некоторых специалистов из проекта «Скрепка» было получено через американское консульство в Сьюдад-Хуаресе в Мексике; таким образом нацистские учёные законно въезжали в США из Латинской Америки.:226
86 авиаинженеров были переправлены в Райт Филд, где США держали самолёты и оборудование люфтваффе, захваченные в ходе операции «Lusty» (Luftwaffe Secret Technology — Секретная технология люфтваффе).
Корпус связи Армии США получил 24 специалиста — среди них физики Георг Гоубау, Гюнтер Гуттвейн, Георг Хасс, Хорст Кедесди и Курт Леговец; физические химики Рудольф Брилль, Эрнст Баарс и Эберхард Бот; геофизик доктор Хельмут Вейкманн; оптик Герхард Швезингер; инженеры Эдуард Гребер, Рихард Гюнтер и Ганс Циглер.
В 1959 году в США прибыли 94 человека из операции «Скрепка», среди них — Фридвардт Винтерберг и Фридрих Виганд. Всего в ходе операции «Скрепка» до 1990 года в США было импортировано 1600 человек, как часть интеллектуальных репараций Германии США и Великобритании, около 10 миллиардов долларов США в патентах и промышленных технологиях.
В последнее десятилетие была исследована деятельность во время войны некоторых учёных, прошедших через операцию «Скрепка». Так, например, библиотека авиационной медицины на военно-воздушной базе Брукс в Сан-Антонио, Техас, была названа в 1977 году в честь Губертуса Штругхольда. Однако она была переименована, так как документы Нюрнбергского процесса связывают Штругхольда с медицинскими экспериментами, в ходе которых пытали и убивали заключённых из Дахау.
Артур Рудольф был депортирован в 1984 году, хотя ему и не было выдвинуто обвинение, и Западная Германия предоставила ему своё гражданство. Схожим образом Георг Рикней, прибывший в Соединённые Штаты в ходе операции Скрепка в 1946 году, был возвращён в Германию в 1947 году, чтобы предстать перед трибуналом по военным преступлениям в концентрационном лагере Дора-Миттельбау, был оправдан и вернулся в США в 1948 году, впоследствии стал гражданином США.

## Ключевые фигуры
- Ракетостроение: Руди Бейхель, Магнус фон Браун, Вернер фон Браун, Вальтер Дорнбергер, Вернер Дам, Конрад Данненберг, Курт Генрих Дебус, Эрнст Р. Г. Экерт, Краффт Арнольд Эрике, Отто Хиршлер, Германн Х. Курцвег, Фриц Мюллер, Герхард Рейзиг, Георг Рикней, Артур Рудольф, Эрнст Штулингер, Вернер Розински, Эберхард Реес, Людвиг Рот, Бернхард Тессманн, Оскар Холдерер
- Авиастроение: Александер Мартин Липпиш, Ханс фон Охайн, Ганс Мультхопп, Курт Танк, Антон Флеттнер
- Медицина: Вальтер Шрайбер, Курт Блюме, Губертус Штругхольд, Ганс Антманн (Человеческий фактор)[24]
- Электроника: Ганс Циглер, Курт Леховец, Ганс Хольманн, Йоханнес Пленд, Хайнц Шлике
- Разведка: Рейнхард Гелен
- Зенитное артиллерийское вооружение, крупнокалиберное оружие с вращающимся блоком стволов: Отто фон Лосснитцер (бывш. начальник военного производства в Рейхсминистерстве вооружений и член совета директоров в компании Mauser),[30][31]
- Стрелковое оружие: Карл Майер[32][33][34]